# Malva australiana
Malva australiana är en malvaväxtart som beskrevs av M.F. Ray. Malva australiana ingår i Malvasläktet som ingår i familjen malvaväxter. Inga underarter finns listade i Catalogue of Life.